# List apostolski na 400-lecie unii brzeskiej
List apostolski na 400-lecie unii brzeskiej – list apostolski papieża Jana Pawła II z 12 listopada 1995 roku, dotyczący rocznicy zawarcia unii brzeskiej w 1596 roku.
Dokument został podpisany na Watykanie. Papież wybrał dzień liturgicznego wspomnienia św. Jozafata, o którym wspomina w dokumencie.

## Struktura
List składa się ze wstępu oraz ośmiu wyraźnie wyróżnionych części, posiadających nadane przez redaktora tytuły:
- Wstęp – Drodzy Bracia i Siostry! (nr 1)
- W poszukiwaniu jedności (nr 2)
- Od prześladowań do rozkwitu (nry 3–4)
- Śladami Soboru Watykańskiego II (nr 5–7)
- Krew męczenników (nr 8)
- Kościół Chrystusa jest jeden (nr 9–10)
- Czas modlitwy (nr 11)
- Czas refleksji (nr 12)
- Zawierzmy naszą pamięć Maryi (nr 13)

## Tematyka
We wstępie papież przypomniał okazję napisania dokumentu. W 1996 roku obchodzono 400-lecie ustanowienia unii między biskupami Metropolii Rusi Kijowskiej a Stolicą Apostolską. Unię ogłoszono uroczyście 16 października 1596 roku w Brześciu nad Bugiem, chociaż przedstawiciele metropolii kijowskiej spotkali się z papieżem Klemensem VIII już 23 grudnia 1595 roku. Papież, odwołując się do dokumentów dotyczących unii wydanych przez swoich poprzedników, wyraził swoje osobiste uczucia dotyczące kontaktów z wiernymi Kościoła katolickiego obrządku bizantyjsko-ukraińskiego, gdy był jeszcze biskupem w Krakowie.
Następnie zarysował historię podziału w Kościele i próby szukania dróg pojednania, poprzez sobory lyoński w 1274 roku oraz florencki w 1439 roku, rozwój wspólnoty Kościoła bizantyjsko-ukraińskiego po 1596 roku, aż do czasów współczesnych. Papież wspomniał działalność bazylianów oraz konkretne postaci, które odegrały ważna rolę w historii Kościoła na Ukrainie: Andrzeja Szeptyckiego, Jozafata Kuncewicza, Josyfa Slipyja, Hryhorija Chomyszyna i Jozafata Kocyłowskiego. W dokumencie podkreślona została rola Ukraińców żyjących w diasporze za oceanem oraz męczeństwa chrześcijan, którym przyszło zmierzyć się z ateizmem komunistycznym Związku Sowieckiego. Papież uwypuklił problematykę ekumenizmu i roli jaką mają do odegrania wspólnoty wschodnich Kościołów katolickich. Szczególne światło Kościół odnajduje w dokumentach soboru watykańskiego II: Lumen gentium oraz Unitatis redintegratio. To do nich odwoływała się encyklika Jana Pawła II Ut unum sint z 25 maja 1995 roku.
Dla papieża szczególna rolę na drodze ekumenicznego zbliżenia pełnią sakramenty, modlitwa, świadectwo miłości oraz męczeństwo, jako znak wyznania wiary w Chrystusa. Pisząc o świadectwie męczenników Jan Paweł II wspomniał swój list apostolski Tertio millennio adveniente. W męczeństwie najpełniej wyraża się też komunia Kościoła ze Zbawicielem. Przypominając słowa Jana XXIII, że „znacznie silniejsze jest to, co nas łączy, niż to, co nas dzieli”, papież podjął również temat jedności. Przypomniana została rola, jaką mogą odegrać katolickie Kościoły wschodnie w ruchu ekumenicznym. Jan Paweł II wspomniał nauczanie zawarte w dekrecie o Kościołach wschodnich katolickich Orientalium ecclesiarum soboru watykańskiego II.
Obchody rocznicowe miały stać się okazją do modlitwy i refleksji, których owocem miało być pojednanie. Tęsknotę za pełną jednością chrześcijaństwa Jan Paweł II zawierzył Maryi jako Matce Jedności.